# Pablo Zarnicki
Pablo Zarnicki (Ciudad Autónoma de Buenos Aires, 12 de noviembre de 1972) es ajedrecista argentino.

## Resultados destacados en competición
Fue dos veces subcampeón del Campeonato de Argentina de ajedrez, en los años 1994 y 1999, ambas, por detrás del gran maestro Pablo Ricardi.
Participó representando a Argentina en cinco Olimpíadas de ajedrez en los años 1992 en Manila, 1994 en Moscú, 1996 en Ereván, en 2002 en Bled y 2006 en Turín, alcanzando la medalla de plata individual en el cuarto tablero en Moscú.
Olimpiadas 	Año 
	Partidas 	Puntos 	Vitorias	Empates 	Derrotas 	Porcentajes 
Manila, Filipinas	1992	9	5.5	3	5	1	61.1
Moscú, Rusia	1994	13	10.5	8	5	0	80.8
Ereván, Armenia	1996	12	8	5	6	1	66.7
Bled, Eslovenia	2002	11	6.5	3	7	1	59.1
Turín, Italia	2006	9	6	5	2	2	66.7
Olimpiadas jugadas	Años	Partidas 	Puntos 	Vitorias	Empates 	Derrotas 	Porcentaje 	Medallas
5	92, 94, 96,  02, 04, 	54	36.5	24	25	5	67.6	Plata 1994
Ganó el Torneo del Mar del Plata en el año 1989.
En el año 1992 ganó el Campeonato mundial juvenil de ajedrez en Buenos Aires.